# Зуев, Алексей Алексеевич (депутат)
Алексей Алексеевич Зуев (11 марта 1970, Москва, СССР — май 2012, Москва, Россия) — российский политический деятель, депутат Государственной Думы ФС РФ первого (1993—1995) и второго (1995—1999) созывов.

## Биография
В 1989 году получил среднее техническое образование по специальности «техник-архитектор» в Московском архитектурно-строительном техникуме. Бакалавр экономики, окончил Институт мировой экономики и информатизации. С 1989 по 1991 год работал в производственном кооперативе «Паритет» менеджером-представителем. С 1991 по 1992 год работал в Торгово-промышленном объединении «Россия» помощником генерального директора, работал в акционерном обществе «Алтра» генеральным директором.
В 1993 году избран депутатом Государственной думы Федерального Собрания Российской Федерации первого созыва. В Государственной думе был заместителем председателя комитета по бюджету, налогам, банкам и финансам, входил во фракцию ЛДПР.
В 1995 году был избран депутатом Государственной думы Федерального Собрания Российской Федерации второго созыва. В Государственной думе был заместителем председателя комитета по Регламенту и организации работы Государственной думы, входил во фракцию ЛДПР.
Скончался в мае 2012 года в Москве.